# قاي موسى
قاي موسى (بالفرنسية: Guy Moussi)‏ هو لاعب كرة قدم فرنسي في مركز الوسط، ولد في 23 يناير 1985 في بوندي في فرنسا. لعب مع برمنغهام سيتي ونادي أنجيه ونادي ميلوول ونادي هلسنكي ونوتينغهام فورست.

## وصلات خارجية
- قاي موسى على موقع قاعدة بيانات كرة القدم.إي يو (الإنجليزية)
- قاي موسى على موقع Soccerbase.com (لاعب) (الإنجليزية)
- قاي موسى على موقع Soccerway.com (الإنجليزية)